# Life (альбом Рики Мартина)
Life (с англ. — «Жизнь») – восьмой студийный альбом Рики Мартина, выпущенный 10 октября 2005 г. в Европе, 11 октября 2005 в США и 19 октября 2005 в Японии.

## Предпосылка и написание
Мартин был соавтором большинства песен на Life. Он сказал, что альбом один из самых личных выпусков на сегодняшний день: «Я действительно вложил все свои чувства. Я думаю, этот альбом очень многогранный, как, в принципе, и наша жизнь. Он о злости, которую мы испытываем. Он о радости, которую мы переживаем. Он о неуверенности. Он о чувствах. В нём представлены все мои эмоции». Альбом записывался в США и Египте.

## Появление в чарте
Альбом был распродан 700,000 копиями по всему миру.
Life стартовал на шестой строке в Billboard 200 с приблизительно 73,000 распроданными копиями. В общей сложности альбом был распродан 274,000 копиями в США, согласно Nielsen SoundScan.
Life также достиг топ-10 в Аргентине и Испании. В Великобритании он достиг сороковой строки.
Альбом был сертифицирован Золотым в Аргентине и Мексике.
Первый сингл "I Don't Care" достиг пика на шестьдесят-пятой строке в Billboard Hot 100 и третьей в Hot Dance Club Songs. Испаноязычная версия "Qué Más Da" достигла пика на седьмой позиции в Hot Latin Songs. "I Don't Care" также попал в топ-10 в Италии  и Финляндии. В Великобритании он достиг пика на одиннадцатой строке.
Второй международный сингл "It's Alright" стал хитом во Франции, после того, как был перезаписан дуэтом с M. Pokora. Он достиг пика на четвёртой строке и был сертифицирован Серебряным.

## Список композиций
| №   | Название                                                                                 | Автор(ы) | Продюсер (ы)                              | Длительность |
| --- | ---------------------------------------------------------------------------------------- | --- | ----------------------------------------- | ------------ |
| 1.  | «Til I Get to You»                                                                       | Джордж Норьега, Дэнни Лопес, Итаал Шар, Рики Мартин                                                                    | Норьега, Лопес, Мартин, Кантор            | 4:56         |
| 2.  | «I Won't Desert You»                                                                     | Норьега, Лопес, Рэнди Кантор, Мартин, Кара Диогуарди                                                                   | Норьега, Лопес, Кантор, Мартин            | 3:49         |
| 3.  | «I Don't Care» (при участии Fat Joe & Amerie)                                            | Джо Картагена, Скотт Сторч, Шон Гаретт                                                                                 | Сторч                                     | 3:48         |
| 4.  | «Stop Time Tonight»                                                                      | Дайан Уоррен | Норьега, Лопес, Мартин, Джон Секада       | 4:00         |
| 5.  | «Life»                                                                                   | Норьега, Лопес, Мартин                                                                                                 | Норьега, Лопес, Мартин                    | 4:07         |
| 6.  | «I Am» (при участии Voltio)                                                              | Гаретт, Мартин, Voltio                                                                                                 | Гаретт                                    | 3:31         |
| 7.  | «It's Alright»                                                                           | Лопес, Джордж Пахон, мл, Хавьер Гарсия, Сорайя Ламилла                                                                 | will.i.am, Лопес, Пахон, Мартин           | 3:31         |
| 8.  | «Drop It on Me» (при участии Дэдди Янки, Деби Нова & Taboo)                              | Дэдди Янки, will.i.am, Пахон, М. Смит, Мартин,, Мохандес Деуэс, М. Робинсон, Франсиско Салдано, Виктор Кабрера, Т. Гед | Will.I.Am & Luny Tunes                    | 3:54         |
| 9.  | «This Is Good»                                                                           | Норьега, Лопес, Сторч, Лорен Кристи, Скотт Спок, Грэм Эдвардс, Мартин                                                  | Норьега, Лопес, Сторч, The Matrix, Мартин | 3:35         |
| 10. | «Save the Dance»                                                                         | Норьега, Лопес, Билли Манн, Мартин                                                                                     | Норьега, Лопес, Мартин                    | 4:04         |
| 11. | «Qué Más Da (I Don't Care)» (Luny Tunes Реггетон ремикс при участии Деби Нова & Fat Joe) | Брант, Картагена, Гаретт, Сторч                                                                                        | Сторч, Норьега                            | 3:29         |
| 12. | «Déjate Llevar (It's Alright - Испанская)»                                               | Лопес, Пахон, Гарсия, Ламилла                                                                                          | will.i.am, Лопес, Пахон                   | 3:34         |

| №   | Название      | Длительность |
| --- | ------------- | ------------ |
| 13. | «Sleep Tight» | 3:50         |

| №   | Название                               | Длительность |
| --- | -------------------------------------- | ------------ |
| 13. | «It's Alright» (при участии М. Покора) | 3:22         |

## Чарты и сертификации
| Наивысшая позиция                |     |
| -------------------------------- | --- |
| Argentinian Albums Chart         | 6   |
| Australian Albums Chart          | 44  |
| Austrian Albums Chart            | 60  |
| Belgian Wallonia Albums Chart    | 47  |
| Dutch Albums Chart               | 26  |
| European Top 100 Albums          | 31  |
| Finnish Albums Chart             | 34  |
| French Albums Chart              | 61  |
| German Albums Chart              | 57  |
| Italian Albums Chart             | 14  |
| Japanese Albums Chart            | 121 |
| Spanish Albums Chart             | 8   |
| Swedish Albums Chart             | 34  |
| Swiss Albums Chart               | 17  |
| UK Albums Chart                  | 40  |
| US Billboard 200                 | 6   |
| US Billboard Top Internet Albums | 6   |

| Страна    | Сертификации |
| --------- | ------------ |
| Аргентина | Золото       |
| Мексика   | Золото       |

## История релиза
| Регион           | Дата            | Лейбл            | Формат | Каталог     |
| ---------------- | --------------- | ---------------- | ------ | ----------- |
| Европа           | 10 октября 2005 | Columbia         | CD     | 5205492     |
| Северная Америка | 11 октября 2005 | Columbia         | CD     | 5205492     |
| Австралия        | 16 октября 2005 | Columbia         | CD     | 82876733822 |
| Япония           | 19 октября 2005 | Sony Music Japan | CD     | SICP-918    |